# The Visitation
The Visitation (Brasil: O Visitante / Portugal: A Visita) é um filme cristão de 2006, dos gêneros drama, thriller e sobrenatural, baseado em obra homônima escrita por Frank Peretti. O filme é dirigido por Robby Henson e estrelado por Martin Donovan, Kelly Lynch, Edward Furlong, Priscilla Barnes e Randy Travis.

## Elenco
- Martin Donovan-  Pastor Travis Jordan
- Edward Furlong- Brandon Nichols
- Kelly Lynch- Morgan Elliot
- Randy Travis- Kyle Sherman
- Richard Tyson- Sheriff Brett Henche
- Ellen Geer- Sr. Macon
- Joe Unger- Matt Kiley
- Priscilla Barnes- Dee Henchle
- Noah Segan- Michael Elliot
- Lew Temple- Deputado Tommy Smalls
- Hillary Tuck- Darlene Henchle
- Lin Ciangio- Nancy Barrons
- Frank Clem- Nevin Sorrell
- Don Swayze- Abe
- Ruben Moreno- Arnold Kowalski
- Clement Blake- Norman Dillard
- Joe Goodman- Doutor
- David A. R. White- Carl
- Debi Kalman- Delores
- Brian Foster Kane- Tall Man One
- Ron Hughart- Tall Man Two
- Jerry Rose- Pastor Luterano
- Wendell Wright- Membro da Igreja Batista
- Jesse Corti- Membro da Igreja Católica
- Jhey Castles- Marian Jordan
- Dwight Cenac- Criança Punk
- Joshua Popke- Young Justin
- Jill Ludlow- Social Worker
- Lee Chapa- Follower
- Torey Foster- Criança Punk
- Chantay Nieber- Voz
- Robert Lyon Rasner- Voz
- Mark Rickard- Voz
- Lisa Cash- Voz (creditado)
- James Horan- O Homem